# قلعه اودای

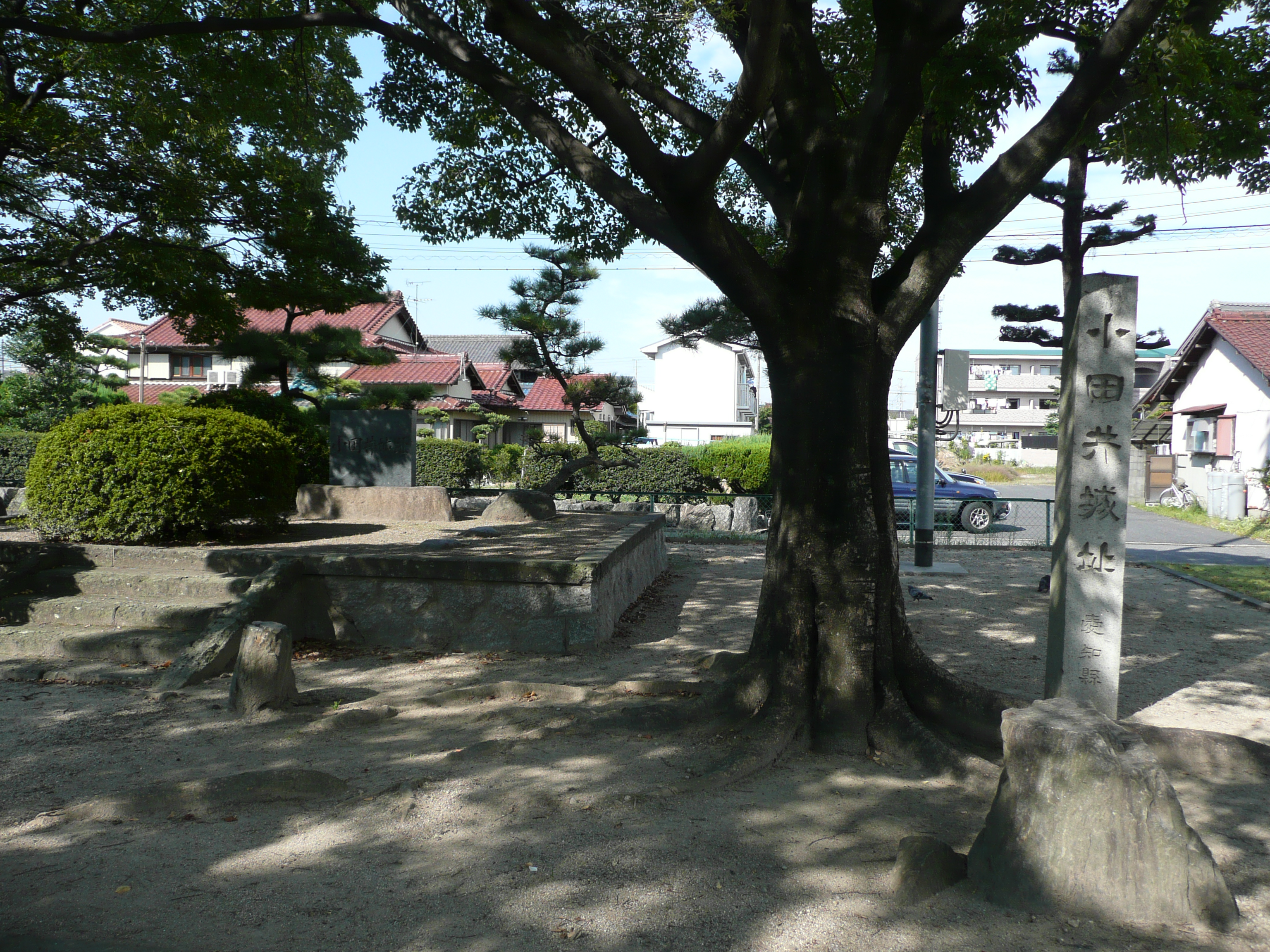
محلی که قلعه واقع شده بود.

قلعه اودای (به ژاپنی: 小田井城) یک قلعه ژاپنی بود که در استان آیچی در ناحیه ای که امروزه در شهر کیوسو، آیچی قرار دارد و نیشی بیوا نامیده می‌شود واقع شده بود. این قلعه در بین سال‌های ۱۳۹۴–۱۴۲۸ ساخته شد و توسط اودا توشی‌سادا مرگ ۱۴۹۵، صاحب قلعه کیوسو، که در آن زمان شوگودای (معاون فرماندار) چهار بخش پایین ولایت اُواری بود به عنوان یک قلعه فرعی و وابسته به قلعه کیوسو قرار داده شد و برادر کوچکتر وی بنام اودا تسونه توئو اولین ارباب و صاحب این قلعه بود.